# Luka Stepančić
Luka Stepančić (Póla, 1990. november 20. –) világbajnoki bronzérmes horvát válogatott kézilabdázó.

## Pályafutása

### Klubcsapatokban
Luka Stepančić a Mladic Rudar és RK Varteks csapataiban kezdte pályafutását, majd 2007-ben került az RK Zagrebhez. A zágrábi csapattal 2008 és 2016 között minden szezonban bajnoki címet ünnepelhetett. 2016 nyarán igazolt a Paris Saint-Germainhez. A fővárosi csapattal 2017-ben és 2018-ban bajnoki címet szerzett. 2019 januárjában hivatalossá vált, hogy a következő szezontól a Pick Szeged csapatában folytatja pályafutását. 2024 nyarán a kuvaiti el-Arabí SC játékosa lett, amely csapatban decemberig játszott. 2025 januárjában tért vissza Európába, a lengyel Wisła Płockhoz igazolt a szezon végéig, így részese volt a lengyel bajnoki cím megszerzésében. 2025 nyarán két évre szóló szerződést kötött a magyar élvonalbeli Győri ETO-UNI FKC-vel.

### A válogatottban
2009-ben junior-világbajnokságot nyert a korosztályos válogatottal. Csapattársaihoz hasonlóan átvehette a fiatal sportolók kitüntetéséül szolgáló Dražen Petrović-díjat. A horvát válogatottban 2013-ban mutatkozott be. A 2013-as világbajnokságon bronzérmes lett a csapattal. Szerepelt a 2016-os olimpián. 

## Sikerei, díjai
RK Zagreb
- Horvát bajnok: 2007-08, 2008–09, 2009–10, 2010–11, 2011–12, 2012–13, 2013–14, 2014–15, 2015–16
- Horvát kupagyőztes:  2008, 2009, 2010, 2011, 2012, 2013, 2014, 2015, 2016
- SEHA-liga-győztes: 2012-13

PSG
- Francia bajnok: 2016-17, 2017-18, 2018-19
- Francia Ligakupa-győztes:  2016-2017

Pick Szeged
- Magyar bajnok (2): 2021, 2022

Wisła Płock
- Lengyel bajnok: 2025